# Boréon
Der Boréon ist ein kleiner Gebirgsfluss in Frankreich, der im Département Alpes-Maritimes in der Region Provence-Alpes-Côte d’Azur verläuft. 

## Flusslauf
Der Boréon entspringt in den französischen Seealpen, nahe der Grenze zu Italien, dem Bergsee Lac de l’Agnel im nordöstlichen Gemeindegebiet von Saint-Martin-Vésubie, an der Südostflanke des Caïre de l’Agnel (2937 m), entwässert generell Richtung Südwest durch den Nationalpark Mercantour und mündet nach rund 15 Kilometern auf dem Gebiet derselben Gemeinde Saint-Martin-Vésubie als rechter Nebenfluss in die Vésubie.

## Orte am Fluss
(Reihenfolge in Fließrichtung)
- Refuge du Cougourde, Gemeinde Saint-Martin-Vésubie
- Vacherie du Boréon, Gemeinde Saint-Martin-Vésubie
- Le Boréon, Gemeinde Saint-Martin-Vésubie
- La Mério, Gemeinde Saint-Martin-Vésubie
- Saint-Martin-Vésubie

## Bilder

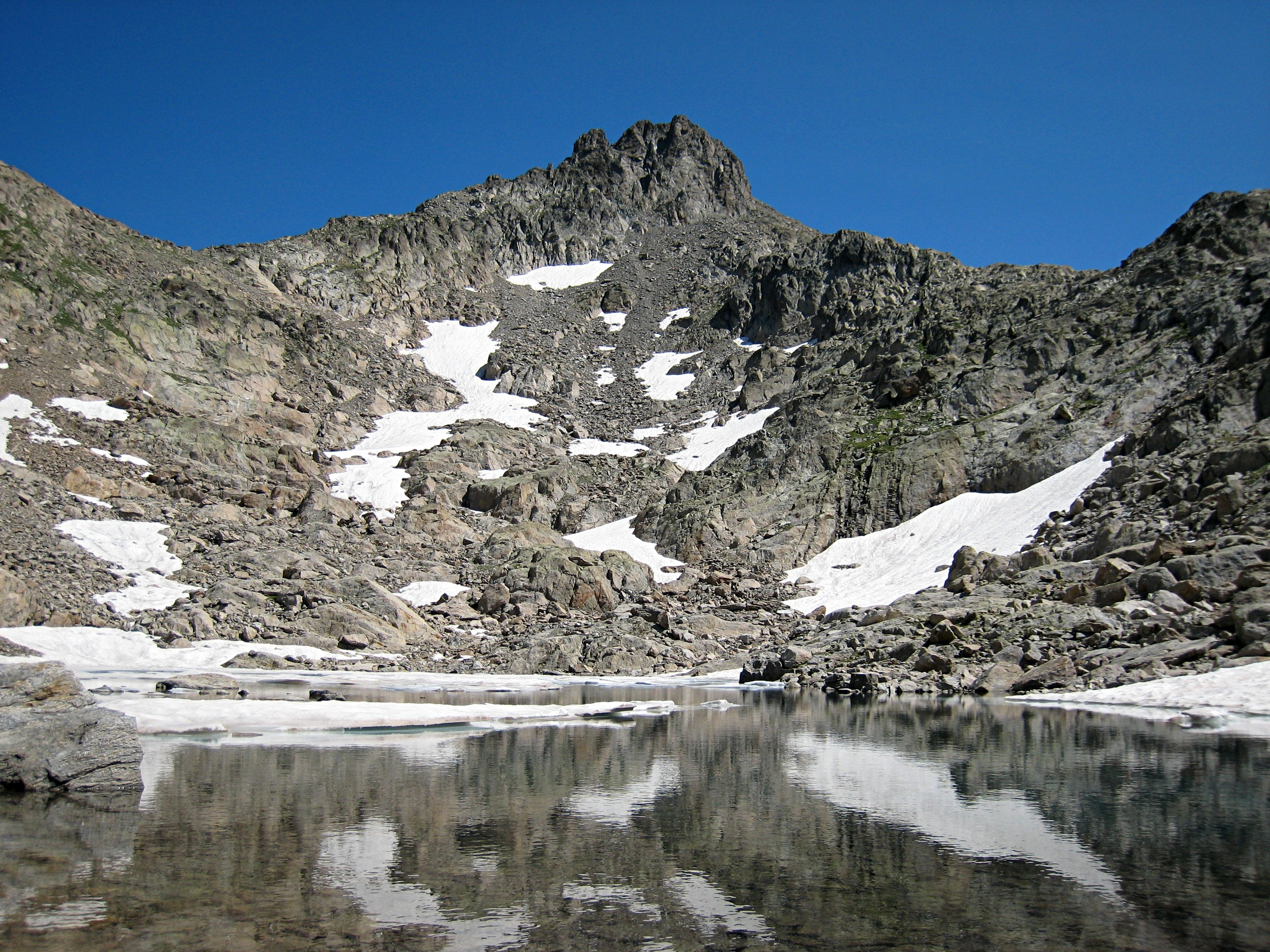
Lac de l’Agnel – der Quellsee
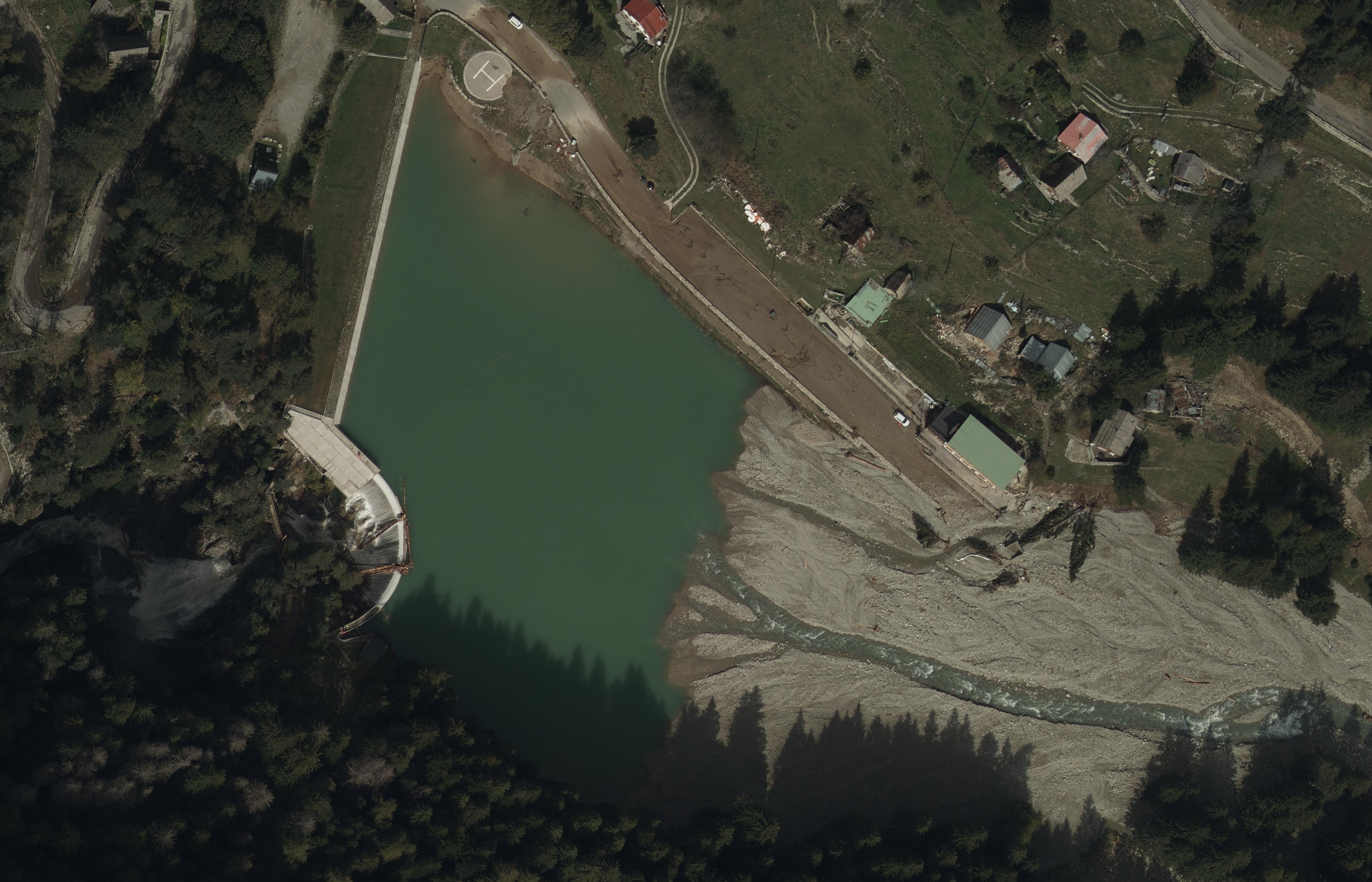
Stausee Lac du Boréon
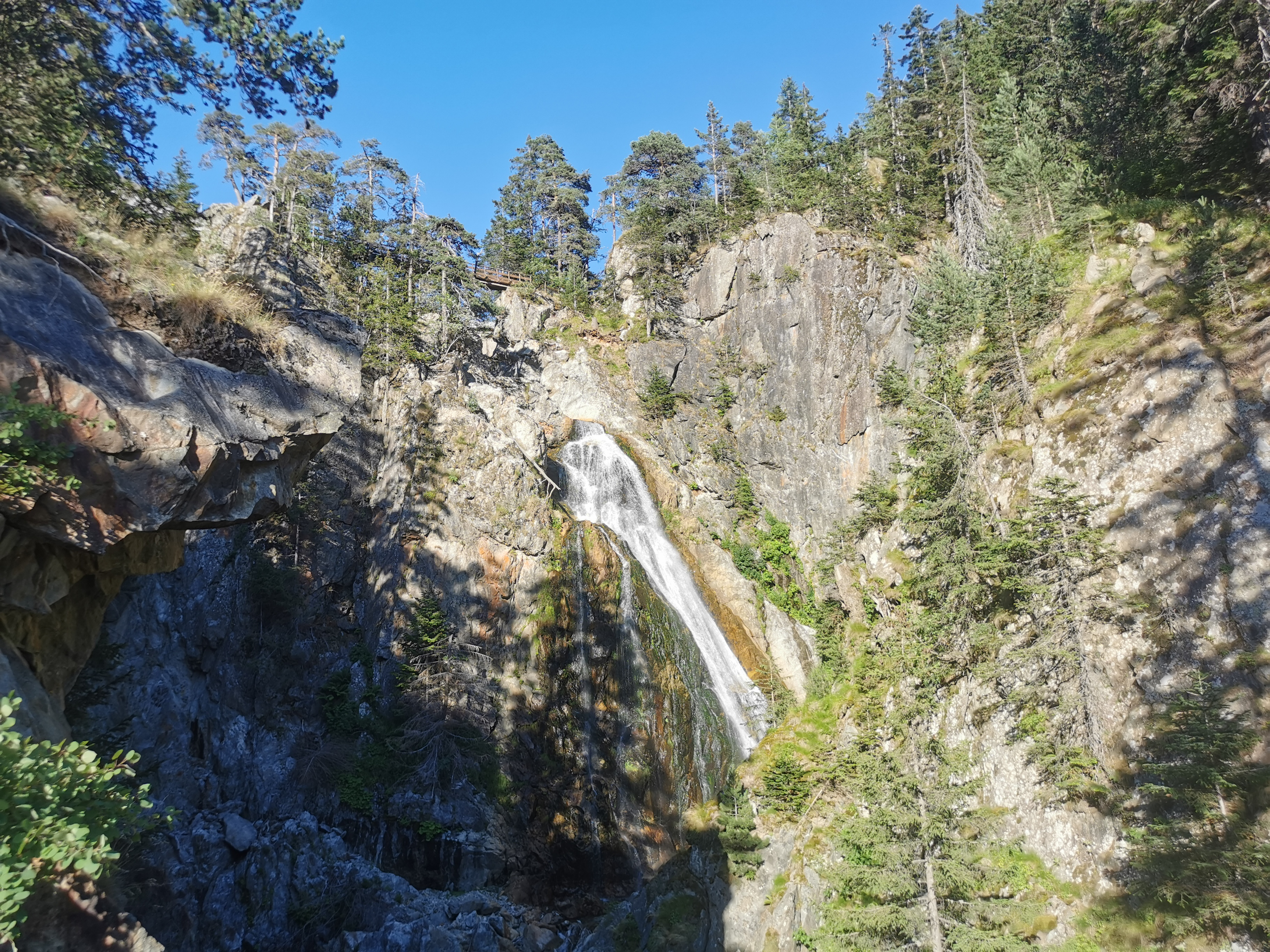
Wasserfall Cascade du Boréon (Juli 2022)